# Sportliche Vereinigung Blau-Weiß 1890 Berlin
El Sportliche Vereinigung Blau-Weiß 1890 e.V. Berlin fou un club de futbol alemany de la ciutat de Berlín, al districte de Mariendorf.

## Història
El club nasqué el 27 de juliol de 1927 com a resultat de la fusió dels clubs:
- Berliner FC Vorwärts 1890 (fundat el 1890)
- Berliner Thor- und Fussball Club Union 1892 (BTuFC Union, fundat el juny de 1892).

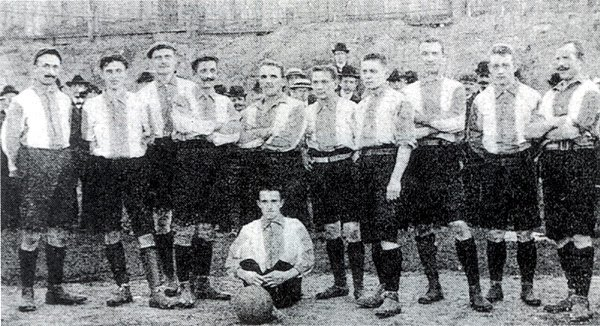
Berliner TuFC Union 92.

Vorwärts i Union foren ambdós membres fundadors de la Federació Alemanya de Futbol el 1900. El Vorwärts guanyà el campionat local els anys 1902, 1903 i 1921. L'Union guanyà el campionat alemany el 1905 derrotant 2-0 el Karlsruher FV.
Després de la fusió el 1927 el club baixà de la primera divisió de la regió. La següent temporada se li uní l'Arminia 1906 Berlin, i aconseguí retornar a la Oberliga Berlin-Brandenburg (I) el 1931. Amb l'arribada del Tercer Reich entrà a disputar la nova Gauliga Berlin-Brandenburg.
Després de la II Guerra Mundial el club fou dissolt pels aliats, essent creat de nou amb el nom SG Mariendorf. Ja amb el nom de Blau-Weiß ingressà a la Oberliga Berlin el 1950, perdent la categoria el 1960. Després de tres temporades a l'Amateurliga Berlin (II), entrà a la recent formada Regionalliga Berlin (II). Als anys 70 es creà la 2. Bundesliga, però el club no hi pogué accedir, restant a l'Amateurliga Berlin (III). Després de diverses temporades pel futbol regional, el 1984 guanyà la lliga Oberliga Berlin (III) el 1984 i disputà la promoció a la Segona Divisió (2. Bundesliga), assolint l'ascens. Dues temporades més tard aconseguí pujar a la màxima categoria del futbol alemany, la Bundesliga, però en acabar la temporada descendí a Segona. El club passà cinc temporades més a la Segona Divisió, fins entrà en fallida el 1992 i desaparèixer. Un dia més tard es creà un nou club, successor, anomenat SV Blau Weiss Berlin.

## Palmarès
BTuFC Union
- Lliga alemanya de futbol: 1905
- Campionat de Brandenburg: 1905

Berliner FC Vorwärts 1890
- Campionat de Brandenburg: 1921

SpVgg Blau-Weiß 90 Berlin
- Gauliga Berlin-Brandenburg 1939, 1942
- Amateurliga Berlin (II) 1963
- Oberliga Berlin (III) 1984

## Futbolistes destacats
- Ernst Lehner
- Karl-Heinz Riedle (1986-1987)
- René Vandereycken (1986-1987)
- Selçuk Yula (1986-1987)
- Rainer Rauffmann (1991-1992)
- Albert Weber (Vorwärts 1890)